# Abditosaurus
Abditosaurus („zapomenutý ještěr“) byl rod sauropodního dinosaura z kladu Titanosauria, žijící v období pozdní svrchní křídy (geologický stupeň maastricht, asi před 70,5 miliony let) na území dnešního Španělska (Katalánsko). Formálně byl typový druh Abditosaurus kuehnei popsán roku 2022.

## Historie a popis
Fosilie tohoto sauropoda byly objeveny již roku 1954 německým paleontologem jménem Walter Georg Kühne v sedimentech souvrství Tremp. Správně určeny však byly až o šest desetiletí později a formální popis následoval na začátku roku 2022. Rodové jméno dinosaura odkazuje právě k této skutečnosti, druhové je poctou objeviteli. Dochovalo se 12 z původních 14 krčních obratlů, což je na poměry sauropodů velmi vzácné. Obvykle se krční část páteře nedochovává vůbec nebo jen fragmentárně a je přitom značně poškozená.
Abditosaurus byl zástupcem čeledi Saltasauridae s jasnými vývojovými vazbami na příbuzné druhy z oblastí Gondwany (někdejších pevnin jižní polokoule). Mezi jeho blízce příbuzné rody patřily Lirainosaurus, Atsinganosaurus, Garrigatitan, Ampelosaurus a Lohuecotitan. Jedná se tedy o významný doklad migračních tras a rozšíření titanosaurních sauropodů v pozdní křídě.
Abditosaurus dosahoval dle odhadů autorů popisu délky kolem 17,5 metru a hmotnosti asi 14 000 kilogramů. Patřil tedy spíše mezi středně velké titanosaurní sauropody.

### Česká literatura
- SOCHA, Vladimír (2021). Dinosauři – rekordy a zajímavosti. Nakladatelství Kazda, str. 18.